# Квятковски, Джоэль
Джо́эль Квятко́вски (англ. Joel Kwiatkowski; род. 22 марта 1977, Киндерслей, Саскачеван, Канада) — канадский хоккеист, защитник. Завершил карьеру игрока в 2016 году. В настоящее время является помощником главного тренера клуба «Каламазу Уингз», выступающего в лиге Восточного побережья.

## Карьера
На драфте НХЛ 1996 года выбран в 8 раунде под общим 194 номером командой «Даллас Старз». 18 июня 1998 года как свободный агент подписал контракт с «Анахайм Майти Дакс». 12 июня 2000 года обменян в «Оттаву Сенаторз». 15 января 2003 года обменян в «Вашингтон Кэпиталз». 16 июля 2004 года как неограниченно свободный агент подписал контракт с «Флоридой Пантерз». 27 февраля 2007 года обменян в «Питтсбург Пингвинз». В сезоне 2007/08 выступал за «Атланту Трэшерз» и в АХЛ за её фарм-клуб «Чикаго Вулвз», в составе которого выиграл Кубок Колдера. Перед началом сезона 2008/09 отправился в КХЛ в команду «Северсталь» (Череповец, Россия), в сезоне 2009/10 выступал за СКА (Санкт-Петербург). Летом 2010 года перешёл в швейцарский клуб «Берн».

### Международная
В составе сборной Канады принимал участие в чемпионате мира 2009, где завоевал серебро.

## Достижения
- Участник матча всех звёзд АХЛ (2008).
- Обладатель Кубка Колдера (2008).
- Серебряный призёр чемпионата Мира (2009).
- Лучший снайпер-защитник Швейцарской лиги в сезоне 2012/13 (14).
- Обладатель Кубка Шпенглера (2012, 2015).

## Статистика

### Клубная карьера
Последнее обновление: 12 апреля 2012 года
```
                                            --- Regular Season ---  ---- Playoffs ----
Season   Team                        Lge    GP    G    A  Pts  PIM  GP   G   A Pts PIM
--------------------------------------------------------------------------------------
1994-95  Tacoma Rockets              WHL    70    4   13   17   66   4   0   0   0   2
1995-96  Kelowna Rockets             WHL    40    6   17   23   85  --  --  --  --  --
1995-96  Prince George Cougars       WHL    32    6   11   17   48  --  --  --  --  --
1996-97  Prince George Cougars       WHL    72   16   36   52   94  15   4   2   6  24
1997-98  Prince George Cougars       WHL    62   21   43   64   65  11   3   6   9   6
1998-99  Cincinnati Mighty Ducks     AHL    80   12   21   33   48   3   2   0   2   0
1999-00  Cincinnati Mighty Ducks     AHL    70    4   22   26   28  --  --  --  --  --
2000-01  Ottawa Senators             NHL     4    1    0    1    0  --  --  --  --  --
2000-01  Grand Rapids Griffins       IHL    77    4   17   21   58  10   1   0   1   4
2001-02  Ottawa Senators             NHL    11    0    0    0   12  --  --  --  --  --
2001-02  Grand Rapids Griffins       AHL    65    8   21   29   94   5   1   2   3  12
2002-03  Binghamton Senators         AHL     1    0    0    0    2  --  --  --  --  --
2002-03  Ottawa Senators             NHL    20    0    2    2    6  --  --  --  --  --
2002-03  Washington Capitals         NHL    34    0    3    3   12   6   0   0   0   2
2003-04  Washington Capitals         NHL    80    6    6   12   89  --  --  --  --  --
2004-05  San Antonio Rampage         AHL    64   13   19   32   76  --  --  --  --  --
2004-05  St. John's Maple Leafs      AHL    17    7    6   13   16   5   0   4   4  23
2005-06  Florida Panthers            NHL    73    4    8   12   86  --  --  --  --  --
2006-07  Florida Panthers            NHL    41    5    5   10   20  --  --  --  --  --
2006-07  Pittsburgh Penguins         NHL     1    0    0    0    0  --  --  --  --  --
2007-08  Chicago Wolves              AHL    59   21   29   50  119  24  10  13  23  30
2007-08  Atlanta Thrashers           NHL    18    0    5    5   20  --  --  --  --  --
2008-09  Cherepovets Severstal       KHL    52   13   12   25   64  --  --  --  --  --
2009-10  St. Petersburg SKA          KHL    50    7   12   19  147   4   0   0   0  10
2010-11  Bern                        Swiss  35    9    9   18   20
2011-12  Bern                        Swiss  42    8   12   20   52
--------------------------------------------------------------------------------------
         NHL Totals                        282   16   29   45  245   6   0   0   0   2

```

### Международные соревнования
| Год                  | Сборная              | Турнир               | Место                |   | И | Г | П | О | Штр |
| -------------------- | -------------------- | -------------------- | -------------------- | - | - | - | - | - | --- |
| 2009                 | Канада               | ЧМ                   |                      | 5 | 0 | 0 | 0 | 2 |     |
|                      |                      |                      |                      |   |   |   |   |   |     |
| Всего (осн. сборная) | Всего (осн. сборная) | Всего (осн. сборная) | Всего (осн. сборная) | 5 | 0 | 0 | 0 | 2 |     |